# Swefin
Swefin är en (före detta) svensk skuggbank – placerad i en lägenhet i Malmö – som möjliggjort storskaliga momsbedrägerier, bland annat med utsläppsrättigheter. På bara tio månader passerade hela 30 miljarder kronor genom skuggbanken. Anledningen till att skuggbanken placerades i just Sverige var att i Sverige var det fram till 2010 möjligt och lagligt att registrera den typen av företag. Ett flertal stora aktörer använde sig av Swefin för momsbedrägerier, däribland den tyska storbanken Deutsche Bank vilka gjorde affärer på 15 miljarder genom Swefin. Hittills (2 februari 2017) har sju chefer på Deutsche Bank dömts för bedrägerier för dessa affärer som gick via lägenheten i Malmö.